# C13H8O6
化学式C13H8O6（摩尔质量：260.20 g/mol）可能指：
- 尿石素D（3,4,8,9-四羟基菲内酯），CAS号：131086-98-1
- 尿石素E（3,4,8,10-四羟基菲内酯），CAS号：1453297-45-4
- 尿石素M6（3,8,9,10-四羟基菲内酯），CAS号：1006683-97-1

|  | 这个同类索引页列出了具有相同分子式的化学物（即同分異構體）条目。 除非您是有意链接至本页，否则应将相应条目的内部链接指向正确的条目。 |